# Savinja
Die Savinja (deutsch Sann) ist ein Fluss in der slowenischen historischen Region Untersteiermark und der Statistikregion Savinjska. Sie ist ein linker Nebenfluss der Save. Die Savinja entspringt in den Steiner Alpen am Kar von Okrešelj an der Grenze von Kärnten (Österreich) und fließt durch das Logar-Tal, das Obere Savinja-Tal und das Untere Savinja-Tal bis Celje (deutsch Cilli), dann durch das Becken von Cilli, wendet sich dann gegen Süden und mündet bei Zidani Most (dt. Steinbrück) in den Hauptstrom der Save. 
Sie ist der sechstlängste Fluss Sloweniens und der längste Fluss, der vollständig durch slowenisches Gebiet fließt.
Das Quellgebiet des Flusses ist das hochromantische Kalksteingebirge der Steiner Alpen, welches nach dem Fluss auch Sannthaler Alpen benannt wird. Der oberste Teil des Flussgebietes liegt im Landschaftsschutzgebiet Logar-Tal (slow. Logarska dolina) mit vielen Naturschönheiten, z. B. Wasserfällen Rinka (90 m) und Palenk (78 m).

## Nebenflüsse
Ihre linken Nebenflüsse sind die Ljubnica bei Ljubno, die Rečica bei Spodnja Rečica, die Mozirnica und Trnava in Mozirje, die Ljubija, die Paka unterhalb von Letuš, die Ložnica und Voglajna in Celje sowie die Gračnica unterhalb von Rimske Toplice. Die wichtigsten rechten Nebenflüsse sind die Lučnica in Luče, die Dreta in Nazarje, die Bolska unterhalb von Prebold und die Rečica in Laško.

## Geschichte
1311 wurde das Sanntal von Heinrich von Kärnten in einem Ausgleich mit den Habsburgern an das Herzogtum Steiermark abgetreten.